# Ben-Hur (1959.)
Ben-Hur je američki povijesni epski filmski spektakl iz 1959. godine. Nastao prema romanu američkoga odvjetnika, generala Lewa Wallacea Ben Hur: priča o Kristu i u režiji Williama Wylera, film se pokazao izuzetno uspješnim postavivši rekord s jedanaest osvojenih Oskara, četiri Zlatna globusa. Taj je rekord držao sve do 1997. godine kada ga je dostigao film Titanic.

## Radnja
Radnja filma započinje dolaskom Josipa i Marije u Jeruzalem. Ubrzo se rađa Isus iz Nazareta, a tri mudraca s Istoka dolaze se pokloniti novorođenčetu.
Mnogo godina kasnije u Jeruzalemu se gomila rimska vojska. Godina je 26. nove ere i u grad se vraća Mesala te preuzima zapovjedništvo nad rimskim garnizonom. U Jeruzalemu je živio do svoje četrnaeste godine i oduvijek mu je bila želja zapovijedati tom formacijom. Novom tribunu Mesali u posjet dolazi prijatelj iz djetinjstva, Juda Ben-Hur, židovski patricij i najbogatiji čovjek u Jeruzalemu te član jedne od najvećih jeruzalemskih obitelji.
Idilu susreta dvojice prijatelja, koji su si bili poput braće, nagrizaju prve političke razmirice i posve suprotstavljena mišljenja o budućnosti Judeje i Židova - za Mesalu su Židovi poražen narod bez budućnosti koji bi se trebao pomiriti s time da je "selo na Tiberu" izabrano vladati svijetom, pa i njima, dok Juda vjeruje da će njegov narod ustati i suprotstaviti se rimskoj represiji. 
Njihov sljedeći i ujedno posljednji prijateljski susret zbiva se u Judinoj kući. U početku se sve odvija u prijateljskom tonu: Mesala Judinoj sestri Tirzi daruje libijski broš, a Juda Mesali pak arapskoga konja. No nakon što Mesala zatraži (praktički postavi ultimatum) od Jude da uvjeri svoj narod kako je otpor uzaludan te pomoć u uvođenju reda u Judeju (jer bi obojica od toga mogla imati osobne koristi), a Juda ga odbije kazavši kako će radije biti budala, nego izdati svoje narod, dvojica se prijatelja po prvi put nađu na suprotnoj strani.
U svome domu Juda dočekuje Esteru, kćer nadstojnika kuće Hur, Simonida, koja traži dozvolu za udaju za izvjesna Davida iz kuće Matejeve, inače ugledna trgovca iz Antiohije koji bi trebao otkupiti Esterinu slobodu. U međuvremenu u Jeruzalem dolazi novi upravitelj Judeje, Valerije Grat, kojeg dočekuje tribun Mesala i upozorava na neprijateljsko ponašanje Židova. Tijekom prolaska pored Judine kuće, Tizra se neoprezno naginje kako bi s terase vidjela novog upravitelja i nehotice uzrokuje odlom nekoliko crijepova koji umalo ubiju Grata. Vojnici odmah upadaju u Judinu kuću, uhićuju sve koje su tamo zatekli, pa i Judu, koji na sebe preuzima krivnju zbog nesreće. S njime su uhićene i njegova majka Mirjam i sestra Tizra. Mesala provjerava mjesto nesreće, uviđa da su crijepovi nestabilni i krhki, štoviše, i samome jedan pada na rimske vojnike, no osjećaj neprijateljstva prema obitelji Jude Ben-Hura ne napušta ga, stoga ih sve zatvara u tamnicu. Kada tamničari dolaze po njega kako bi ga poslali na galiju, Juda doznaje da je osuđen premda suda i suđenja nije vidio. Otima se stražarima, upada u Mesalinu sobu i traži od njega informacije o sudbini svoje majke i sestre. Mesala otkriva da će biti osuđene te priznaje kako zna da Juda nije kriv, ali da je time, što nije oklijevao izdati i osuditi prijatelja, postigao da ga se Židovi boje. Nakon bezuspješna preklinjanja Mesale i prvotne namjere da ga probode kopljem, Juda se na kraju slama te ga vojnici odvode dok se zadnjim snagama zaklinje na osvetu. U međuvremenu, Simonid s kćeri Esterom dolazi Mesali moliti za Judino oslobođenje, no on ih samo obavještava da je Juda osuđen te zatraži od Druza da nadstojnika zadrži na ispitivanju. Kasnije Estera otkriva da je njezin otac pritom bio mučen, ali da je kasnije pušten jer ništa nisu mogli doznati.
Kolona isrpljenih i žednih osuđenika vuče se pustinjom. Na tom putu mnogi ostaju u pijesku. Preživjeli stižu u Nazaret gdje im seljani jedva uspijevaju udijeliti nešto vode. Rimljani su strogi: prvo podmiruju sebe, a onda dozvoljavaju piti i robovima. Ali ne i Judi. No to ne sprečava jednog čovjeka da Judi, nakon što se dehidriran sruši, pristupi i umije ga i napoji vodom. Kada to spazi, rimski se vojnik pobuni, ali pogledavši u Isusa, jednostavno ustukne.
Nakon tri godine po drugim galijama, Juda stiže na brod konzula Kvinta Arija koji odmah zapazi Judinu predanost i izdržljivost koju povezuje sa silnom mržnjom koju vidi u Judinim očima. Jednom ga prilikom pozove u svoje odaje (tada mu je poznat samo kao broj 41) i predloži mu da postane gladijator ili vozač dvokolica, no Juda je tvrdoglav i vjeruje da postoji razlog zašto je izdržao tolike godine. Kvinto ga potjera natrag za veslo, ali i naredi da se Judi skinu lanci. To će se pokazati ključnim kada makedonske galije, koje su Rimu zadavale muke zbog napada na njihove trgovačke brodove, krenu u napad na Kvintovu galiju. Našavši se usred pomorske bitke i oslobođen lanaca, Juda pomaže ostalim osuđenicima da se oslobode, a nakon što makedonski gusari konzula bace u more, Juda skoči za njim i spasi mu život dovukavši ga na splav. Spašeni konzul, misleći da je izgubio bitku, pokuša se probosti, no Juda ga u zadnji tren spriječi onesvijestivši ga. Nakon plutanja morem, nailazi rimska galija i konzul doznaje da je bitka dobivena. Uz komentar da je Judin bog spasio Rimljane u silnoj želji da spasi Judu, prvom mu ponudi vrč vode iz kojega i sam na kraju otpije gutljaj.
Uz osjećaj zahvalnosti i na krilima pobjede, konzul Judu odvodi u Rim gdje od cara Tiberija prima palicu pobjede. Nakon što ga car priupita za čovjeka koji se s njim dovezao u Rim, Kvinto ga zamoli da porazgovaraju o njegovu slučaju jer smatra da je osuđen nevin čovjek. Car ga uskoro obavještava da su Senat i rimski narod plemenito odlučili, kao nagradu za pobjedu, Kvintu predati Judu kao roba te da mu je s njime činiti što ga volja. Kvinto Arije odlučuje ga posvojiti te Juda dobiva ime Kvinto Arije mlađi. Uz novo ime dobiva i konzulov prsten pečatnjak. Dobivši novog i moćnog oca, Juda ponovno postaje imućan i cijenjen, a upoznaje i Poncija Pilata, starog Arijeva prijatelja, i budućeg upravitelja Judeje koji se grozi odlaska u "tu divljinu".
S vremenom Juda sve više razmišlja o povratku u Judeju te se na kraju oprašta s Kvintom Arijem. Obećaje mu da će se uvijek sjećati dijela života koji mu je stvorio njegov adoptivni otac. Stigavši u Judeju, susreće mudraca Baltazara i arapskog šeika Ilderima. Baltazar je u potrazi za Isusom koji je Judine dobi, a šeik se muči s nespretnim vozačem dvokolice. Baltazar šeiku skreće pozornost na Judu koji mu odmah govori što bi morao popraviti kod upravljanja dvokolicom, odnosno kako da iskoristi prednosti i manje svojih konja koje šeik tretira kao djecu. Saznavši da je Juda bio uspješan vozač dvokolica i da je nastupao u čuvenom Circusu Maximusu, na sve ga načine pokušava nagovoriti da upravlja njegovim bijelim konjima, no Juda nije toliko zainteresiran, čak ni kada mu šeik otkrije da bi se utrkivao protiv Mesale i da bi svi bili sretni kad bi Rimljanima, posebno jedan Židov, na taj način skršili arogantnost pred upraviteljem Judejem, Poncijem Pilatom, osobno.
Juda se vraća u svoj jeruzalemski dom u kojemu zatječe bolesnog Simonida i Esteru koji potajno žive u toj, sada već prilično zapuštenoj kući. S njima živi i bivši rob kojemu su Rimljani odrezali jezik. Simonid je uvjeren da su Judina majka i sestra mrtve jer nitko ne bi izdržao toliko godina tamničenja. Juda se s Esterom prisjeća vremena kada je bila obećana trgovcu itz Antiohije, a ova mu pripovijeda o Isusu koji propovijeda ljubav te istodobno zamjera Judi njegovu mržnju za koju je uvjerena da će ga uništiti.
Mesala o Kvinta Arija mlađeg na dar dobiva bodež. Veseo što će ga upoznati, premda mu nije jasno odakle Kvintu Ariju starijem sin, ostane zatečen što je konzulov sin nitko drugi doli Juda Ben-Hur. Juda mu svoj novi status dokazuje konzulovim pečatnjakom te podsjeća kako je davno obećao da će se vratiti. Na pitanje gdje su mu majka i sestra, Mesala mu odgovara kako nije njegov posao pratiti što se događa s utamničenima, no odmah po Judinu odlasku naređuje Druzu da provjeri što se dogodilo s njima. Druzo posjećuje tamnicu gdje ga stražar uvjerava da su žene žive jer nestaje hrana, a nakon što uđe ostaje zgrožen prizorom – obje su žene zaražene gubom. Druzo mu ne vjeruje pa i sam ulazi u ćeliju, a nakon što se uvjeri, naredi da se ćelija spali, a zatvorenice izvede iz grada.
Kasnije u atriju kuće Estera otkriva Miriam i Tirzu kako se skrivaju u mraku. Majka i sestra pitaju za Judu, a Estera im otkriva da je Juda živ i da ih posvuda traži. Miriam i Tirza traže od Estere da nikome, pa ni Judi, ne otkrije da su žive jer žele da ih se sjeća kakve su nekada bile te da se zakune svojom ljubavlju prije nego što krenu put doline gubavaca. U to vrijeme nailazi Juda i sve se tri žene zajedno sakriju u mraku. Nakon što su Miriam i Tirza nestale u mraku, Estera ulazi u kuću i laže Judi da su mu majka i sestra mrtve i da to zna od onoga dana kad joj je otac zadržan na ispitivanju. U Judi se javlja očaj i bijes te se odluči natjecati protiv Mesale.
Šeik Ilderim dolazi kod Mesale i među Rimljanima prikuplja ponude za okladu, ali i obavještava da će njegovim bijelim konjima upravljati Juda Ben-Hur za kojeg nudi tisuću talenata. Juda marljivo vježba za utrku s Mesalom, a pred samo natjecanje moli boga za oprost što ga nosi osveta. Mesala zadnji stiže na trkalište poručivši Judi da je stigao dan njihova obračuna. Bacanjem bijele marame, Poncije Pilat pokreće utrku u kojoj Mesala na nepošten način, rotirajućim svrdlima ugrađenim u kotače, eliminira suparnike redom im uništavajući kola.
U jednom trenutku, u međusobnu natezanju, Mesala ispada iz dvokolice te ga pregaze konji. Juda je pobjednik, a Poncije Pilat, nazvavši ga "istinskim bogom svog naroda", na glavu mu stavlja pobjednički vijenac.
Teško ranjeni Mesala iščekuju Judu i ne pristaje na amputaciju nogu sve dok se ovaj ne pojavi. Juda dolazi u zadnji čas i Mesala mu otkriva da su mu majka i sestre žive te da ih može pronaći u dolini gubavaca "ako ih uspije prepoznati" te umire uz riječi "Utrka nije gotova". Krenuvši u potragu za majkom i sestrom, u dolini gubavaca, Juda nailazi na Esteru kako im nosi hranu i otkriva da mu je lagala kako su obje mrtve. U trenutku kada Miriam i Tirza izlaze iz pećine, Juda se skrije iza stijene te po prvi put, nakon prisilna razdvajanja, čuje njihov glas. Na povratku iz doline gubavaca, Juda i Estera susreću Baltazara koji je uvjeren da se proročanstvo napokon ostvarilo jer je prepoznao Božjeg sina. Baltazar poziva Judu da mu se pridruži na Isusovoj propovijedi na brdu kamo se uputila masa ljudi, ali Juda odbija jer ga čeka obračun s Rimom. Za razliku od njega, Estera odlazi na propovijed.
Juda dolazi na poziv Poncija Pilata koji ga obavještava o poruci njegova oca konzula da je postao građanin Rima. Juda mu uzvraća ogorčenjem i predbacuje da su njegova majka i sestra gubave po volji Rima. Pilat ga poziva da se "ne žrtvuje sjeni stare mržnje" te da odabere rimsku budućnost, a ne da postane dijelom tragedije. No Juda to odbija jer se već smatra dijelom tragedije te mu vraća Arijev prsten. Pilat ga upozorava da napusti Judeju jer da neće moći spriječiti njegovu osobnu tragediju.
Juda se vraća kući gdje mu Estera opet govori o Isusu. Juda smatra da je to Baltazarov svijet, na što Estera odgovara da je Isus mnogo više od svijeta jednog mudraca. Na kraju mu prigovara da postaje poput Mesale te da nema više Ben-Hura kakvog je voljela.
Estera ponovno u dolini gubavaca nosi hranu, međutim, iz pećine ovoga puta izlazi samo Mirjam. Estera joj govori o Isusu i predlaže joj da ga zajedno pronađu u Jeruzalemu, no Mirjam joj odgovara da Tirza umire. Na to nailazi Juda i prilazi majci te protivno njezinoj volji odlazi i do Tirze duboko u pećinu te je uzima na ruke.Svi četvero odlaze put Jeruzalema. No ulice su prazne: zatječu tek jednog slijepog prosca i četvero ljudi koji su se, bacajući kamenje, razbježali vidjevši gubavu Mirjam i Tirzu.
Za to vrijeme Poncije Pilat pere ruke, a Isusa pripremaju za nošenje križa. Okupilo se radoznalo mnoštvo, a među njima su Estera, Juda i njegova obitelj. Dok pored njih prolazi Isus iz Nazareta, koji sve češće pada pod križem, Juda u njemu prepoznaje čovjeka koji mu je kao osuđeniku na galiju spasio život umivši ga i napojivši vodom. Ostavlja Esteru da pazi na majku i sestru, koje u međuvremenu odlaze, i probija se među mnoštvom da Isusu pod križem da vode. No rimski vojnik zdjelu odbacuje nogom.
Baltazar i Juda svjedoče Isusovu raspeću. Juda ga upita što je učinio da je tako završio. a Baltazar odgovara da je "uzeo sve naše grijehe za sebe". Estera, Mirjam i Tirza na putu kući govore o Isusu i "križu kojim kao da je nosio svu bol svijeta". Uskoro dolazi do zamračenja, dolazi do proloma oblaka i snažna pljuska, a sve tri žene brzo se sklanjaju u obližnju pećinu. Nebo sijeva, a Mirjam i Tirzu uhvate snažni bolovi. Estera na Mirjam odjednom primijeti da su s njezinih ruku nestali tragovi gube, a potom se Mirjam i Tirza međusobno pogledaju u lice te uvide da su zaista nestali tragovi bolesti i od sreće se zagrle.
S Isusova križa slijeva se krv koja se miješa s kišom na tlu koja natapa cijeli kraj, pa i put kojim se Juda vraća kući. Na stubama ga dočekuje Estera i prenosi joj kako je sve do kraja Isus govorio "Oprosti im, Oče, jer ne znaju što čine" i kako je njegov glas uzeo mač iz njegove ruke. U to ugleda ozdravljenu majku i sestru i obje ih izgrli te im se na kraju pridruži i Estera.

## Uloge
- Charlton Heston kao Juda Ben-Hur/broj 41/Kvint Arije mlađi
- Stephen Boyd kao Mesala
- Haya Harareet kao Estera
- Jack Hawkins kao Kvint Arije
- Hugh Griffith kao šeik Ilderim
- Martha Scott kao Mirjam
- Cathy O'Donnell kao Tirza
- Sam Jaffe kao Simonid
- Frank Thring kao Poncije Pilat
- George Relph kao car Tiberije
- Finlay Currie kao Baltazar
- Terence Longden kao Druz
- Claude Heater kao Isus iz Nazareta
- Mino Doro kao Valerije Grat

## Nagrade
| Nagrada                                  | Kategorija                                         | Dobitnici i nominirani                                                          | Rezultat   |
| ---------------------------------------- | -------------------------------------------------- | ------------------------------------------------------------------------------- | ---------- |
| 32. dodjela Akademijinih nagrada (1960.) | Najbolji film                                      | Sam Zimbalist (postumno)                                                        | pobjednik  |
| 32. dodjela Akademijinih nagrada (1960.) | Najbolji redatelj                                  | William Wyler                                                                   | pobjednik  |
| 32. dodjela Akademijinih nagrada (1960.) | Najbolji glavni glumac                             | Charlton Heston                                                                 | pobjednik  |
| 32. dodjela Akademijinih nagrada (1960.) | Najbolji sporedni glumac                           | Hugh Griffith                                                                   | pobjednik  |
| 32. dodjela Akademijinih nagrada (1960.) | Najbolja fotografija                               | Robert L. Surtees                                                               | pobjednik  |
| 32. dodjela Akademijinih nagrada (1960.) | Najbolja scenografija                              | William A. Horning, Edward Carfagno, Hugh Hunt                                  | pobjednici |
| 32. dodjela Akademijinih nagrada (1960.) | Najbolji zvuk                                      | Metro-Goldwyn-Mayer Studio Sound Department, Franklin E. Milton                 | pobjednik  |
| 32. dodjela Akademijinih nagrada (1960.) | Najbolja originalna glazba                         | Miklos Rozsa                                                                    | pobjednik  |
| 32. dodjela Akademijinih nagrada (1960.) | Najbolja montaža                                   | Ralph E. Winters, John D. Dunning                                               | pobjednici |
| 32. dodjela Akademijinih nagrada (1960.) | Najbolji specijalni efekti                         | Arnold Gillespie, Robert MacDonald (vizualni efekti), Milo Lory (zvučni efekti) | pobjednici |
| 32. dodjela Akademijinih nagrada (1960.) | Najbolji dizajn kostima                            | Elizabeth Haffenden                                                             | pobjednica |
| 32. dodjela Akademijinih nagrada (1960.) | Najbolji adaptiran scenarij                        | Karl Tunberg                                                                    | nominiran  |
| Zlatni globus (1960.)                    | Najbolji film                                      | Sam Zimbalist (postumno)                                                        | pobjednik  |
| Zlatni globus (1960.)                    | Najbolji redatelj                                  | William Wyler                                                                   | pobjednik  |
| Zlatni globus (1960.)                    | Najbolji sporedni glumac                           | Stephen Boyd                                                                    | pobjednik  |
| Zlatni globus (1960.)                    | Posebna nagrada za realizaciju utrke s dvokolicama | Andrew Marton                                                                   | pobjednik  |
| Zlatni globus (1960.)                    | Najbolji glavni glumac                             | Charlton Heston                                                                 | nominiran  |
| BAFTA (1960.)                            | Najbolji film                                      | William Wyler                                                                   | pobjednik  |

## Zanimljivosti
- Ovo je druga filmska verzija o Ben-Huru. Prva je bila iz 1925. godine.
- Iako je film sniman na lokacijama Italije, bijeli konji su za potrebu priče uvezeni iz Slovenije iz Lipica.
- Glavnu ulogu su odbili Paul Newman, Burt Lancester i Rock Hudson.
- Gore Vidal nije dobio priznanje da je radio na filmu, iako je pomogao napisati scenarij. Navodno je uspio nagovoriti redatelja Wylera da stavi skriveni gay kontekst u priču između Ben-Hura i Mesale (čiji se ljubavni odnos raspao) kako bi se lakše objasnila iznenadna izdaja Mesale.
- Audrey Hepburn je obišla set filma i posjetila redatelja Wylera (s kojim je snimila Praznik u Rimu), ali nije nastupila u njemu.
- Film je spasio studio MGM od bankrota, koji je uložio tada ogromnu svotu od 15 milijuna američkih dolara.

## Kritike
Većina kritičara je hvalila film Ben-Hur kao uzbudljiv i dirljiv spektakl, dok je manjina zaključila da se radi o zastarjelom i ukočenom epu. Kritičar u časopisu Variety je hvalio film: „Veličanstveno ostvarenje, reprezentativni primjerak vrhunskog spoja umjetnosti kinematografije od majstora zanata“, a Steven D. Greydanus: „Najveći od svih holivudskih biblijskih epova, Wylerov „Ben-Hur“ ne prelazi granice svojeg žanra, sa svojim naglaskom na spektakl i dramu, ali barata tim elementima tako dobro da bolje ne može...“Ben-Hur“ se bolje drži od takvih produkcija kao što su „Deset zapovijedi“ djelomično zato što je biblijski element odgurnut u pozadinu dok je jedna druga, primjerenija priča glavno težište ove melodrame...Iako nije duhovno dubok film, „Ben-Hur“ sadrži jedan fascinantan prizor Kristove smrti na križu; dok se njegova krv prelijeva do njegove noge miješa se u lokvu stvorene od kiše, te se prelijeva niz brdo, dodirujući  stopala Ben-Hura koji hoda i ništa ne primijeti“. I Forrest Hartman je bio zadovoljan: „Ovaj film je definirao pojam biblijskog epa“. Emanuel Levy je pak bio malo suzdržaniji u ocjenjivanju: „Kao glavni glumac, Heston je ukočen a scenarij neujednačen, no sve u svemu ovo je ipak razmjerno zanimljiv ep napravljen na masovnom razmjeru“.

## Vanjske poveznice
- Ben-Hur u internetskoj bazi filmova IMDb-a
- Recenzije na Rottentomatoes.com
- Filmsite.org
- Urbane legende o filmu
- Filmski.net  Arhivirana inačica izvorne stranice od 4. ožujka 2007. (Wayback Machine)
- Katalog Američkog filmskog instituta
- 32. dodjela Akademijinih nagrada
- Guinness world records: most Oscars won by a film
- Nagrade i nominacije za film Ben-Hur